# 現場專輯
现场专辑是指在现场录制的专辑，通常包含现场实况的录音或混音歌曲，旨在重现音乐会、演唱会等等的场景。因此，它们可能包括观众的掌声和其他噪音，如混合曲等等。与录音室专辑不同，歌手与乐队需要一次性同步录音，没有重来与太多后期修补的机会。
现场专辑通常直接从舞台音响系统使用多轨录音（而不使用麦克风），并进行后期制作，以提高录音质量。现场专辑有时也包含一些以前从未发布的录音室专辑。

## 作品舉例

### 20世纪60年代
- 詹姆士·布朗：《Live at the Apollo（英语：Live at the Apollo (1963 album)）》（1963年）[2]
- 雷·查尔斯：《Live in Concert》（1965年）
- 奥蒂斯·雷丁：《Live in Europe（英语：Live_in_Europe_(Otis_Redding_album)）》（1967年）[3]
- 约翰尼·卡什：《At Folsom Prison（英语：At_Folsom_Prison）》（1968年）[4]

### 20世纪70年代
- 门户乐团：《Absolutely Live（英语：Absolutely_Live_(The_Doors_album)）》（1970年）[5][6]
- 吉米·亨德里克斯：《Band of Gypsys（英语：Band_of_Gypsys）》（1970年）[7]
- 滚石乐队：《Get Yer Ya-Ya's Out!（英语：Get Yer Ya-Ya's Out! The Rolling Stones in Concert）》（1970年）[8][9]
- 谁人：《Live at Leeds（英语：Live_at_Leeds）》（1970年）[10]
- 乔治·哈里森：《The Concert for Bangladesh（英语：The_Concert_for_Bangladesh）》（1971年）[11]
- 阿兰·斯蒂夫（法语：Alan Stivell）：《Olympia Concert》（1972年）
- 感恩而死：《Grateful Dead》（1971年）[12];《Europe '72（英语：Europe '72）》（1972年）[13]；《Steal Your Face（英语：Steal_Your_Face）》（1974年）[14]
- 埃爾維斯·皮禮士利：《Aloha From Hawaii : Via Satellite》（1973年）[15]
- 深紫：《Made in Japan（英语：Made_in_Japan_(Deep_Purple_album)）》（1973年）[16]
- 卢·里德：《Rock'n'Roll Animal》（1974年）
- 巴布·馬利：《Live!（英语：Live! (Bob Marley & The Wailers album)）》（1975年）[17]
- Kiss合唱團：《Alive!（英语：Alive!_(Kiss_album)）》（1975年）[18]；《Alive II（法语：Alive_II）》（1977年）[19]
- Nass El Ghiwane（法语：Nass El Ghiwane）：《Live Olympia 76》（1976年）
- 齐柏林飞船：《The Song Remains the Same（英语：The_Song_Remains_the_Same_(film)）》（1976年）[20]
- Rainbow乐队（俄语：Rainbow）：《On Stage》（1977年）[21]
- AC/DC：《If You Want Blood You've Got It（法语：If You Want Blood You've Got It）》（1978年）[22]
- 蝎子乐队：《Tokyo_Tapes（法语：Tokyo_Tapes）》（1978年）[23]
- Thin Lizzy（義大利語：Thin_Lizzy）：《Live and Dangerous（法语：Live_and_Dangerous）》（1978年）[24]
- 猶大祭司：《Unleashed in the East（法语：Unleashed_in_the_East）》（1979年）[25]
- 尼爾·楊和Crazy Horse：《Rust Never Sleeps（法语：Rust Never Sleeps）》（1979年）[26]
- 皇后乐队：《Live Killers（法语：Live_Killers）》（1979年）[27]
- 愛默生、雷克與帕瑪：《In Concert（法语：In_Concert_(Emerson,_Lake_and_Palmer)）》（1979年）[28]

### 20世纪80年代
- 黑色安息日：《Live at Last》（1980年）；《Live Evil（法语：Live_Evil_(album_de_Black_Sabbath)）》（1982年）[29]
- Whitesnake：《Live...In the Heart of the City》（1980年）
- 杰克逊五人组：《Live!（法语：Live_(The_Jackson_Five)）》（1981年）[30]
- 摩托头：《No Sleep 'til Hammersmith（法语：No Sleep 'til Hammersmith）》（1981年）[31]
- 西蒙和加芬克爾：《The Concert in Central Park（法语：The_Concert_in_Central_Park）》（1982年）[32]
- Saxon：《The Eagle Has Landed（法语：The_Eagle_Has_Landed）》（1982年）[33]
- Thin Lizzy：《Life (album de Thin Lizzy)（法语：Life_(album_de_Thin_Lizzy)）（1983年）[34]
- U2樂團：《Under a Blood Red Sky（法语：Under_a_Blood_Red_Sky）》（1983年）[35]
- 鐵娘子樂團：《Live After Death（法语：Live_After_Death）》（1985年）[36]
- 布鲁斯·斯普林斯廷：《Live/1975-85（法语：Live/1975-85）》（1986年）[37]
- Dio：《Intermission（英语：Intermission_(Dio_album)）》（1986年）[38]
- 猶大祭司：《Priest… Live!》（1987年）
- Bérurier_Noir（法语：Bérurier_Noir）：《Viva Bertaga（法语：Viva_Bertaga）》（1989年）
- 流行尖端：《101》（1989年）

### 20世纪90年代
- 感恩而死《Without a Net（法语：Without a Net）》（1990年）[39]
- 超級殺手合唱團《Decade of Aggression（法语：Decade of Aggression）》（1991年）[40]
- AC/DC《Live (album d'AC/DC)（法语：Live (album d'AC/DC)）》（1992年）[41]
- 皇后乐队《Live at Wembley '86（法语：Live at Wembley '86 (album)）》（1992年）[42]
- Mano Negra（法语：Mano Negra）《In the Hell of Patchinko（法语：In the Hell of Patchinko）》（1992年）[43]
- 鐵娘子樂團《A Real Live One（法语：A Real Live One）》（1993年）[44]；《A Real Dead One（法语：A Real Dead One）》（1993年）[45]
- 金属乐队《Live Shit: Binge & Purge（法语：Live Shit: Binge & Purge）》（1993年）[46]；《S&M》（1999年）
- 涅槃乐队《MTV Unplugged in New York》（1994年）[47]
- 死者能舞《Toward the Within（法语：Toward the Within）》（1994年）[48]
- 伍佰&China Blue《伍佰的LIVE-枉费青春》（1995年）[49][50]；

《搖滾·浪漫》(1997年)
- 平克·弗洛伊德《P·U·L·S·E（法语：P·U·L·S·E_(album)）》（1995年）[51]
- 深紫《Live at the Olympia '96（法语：Live at the Olympia '96）》（1996年）[52]
- 米蓮·法莫《Live à Bercy（法语：Live à Bercy）》（1996年）[53]
- 齐柏林飞船《BBC Sessions（法语：BBC_Sessions_(album_de_Led_Zeppelin)）》（1997年）[54]
- 黑色安息日《Reunion》（1998年）
- 德国战车《柏林现场》（1999年）[55]

### 21世纪
- 鐵娘子樂團《Rock in Rio（法语：Rock_in_Rio_(album)）》（2001年）[56]
- Manu Chao（法语：Manu Chao）《Radio Bemba Sound System（法语：Radio Bemba Sound System）》（2002年）[57]
- 神碑合唱團《Under a Pale Grey Sky（法语：Under a Pale Grey Sky）》（2002年）[58]
- 黑色安息日《Past Lives》（2002年）
- 齐柏林飞船《How the West Was Won（法语：How_the_West_Was_Won_(album)）》（2003年）[59]
- Toto《Live in Amsterdam（法语：Live_in_Amsterdam_(album_de_Toto)）》（2003年）[60]
- 夏奇拉《Live & off the Record（法语：Live & off the Record）》（2004年）[61]
- 伍佰&China Blue《伍佰力》(2004年);《生命的現場Life Live》(2012年);《光和熱-無盡閃亮的世界台北演唱會》(2015年)；《雙面對決演唱會全紀錄》(2018年)；
- 丑角合唱團《Telluric Chaos（法语：Telluric Chaos）》（2005年）[62]
- 年輕歲月《Bullet in a Bible》（2005年）[63]
- 傻朋克《Alive 2007》（2007年）[64]
- 深紫《They All Came Down to Montreux（法语：They_All_Came_Down_to_Montreux）》（2007年）
- Heaven and Hell（法语：Heaven_and_Hell_(groupe)）《Live from Radio City Music Hall（英语：Live_from_Radio_City_Music_Hall）》（2007年）[65]
- 苏打绿《陪我歌唱》（2008年）[66]；《当我们一起走过》（2013年）[67][68]
- 迈克尔·杰克逊《One Night in Japan（法语：One Night in Japan）》（2009年）[69]
- 瑪丹娜《Sticky & Sweet Tour（法语：Sticky & Sweet Tour (album)）》（2010年）[70]
- 猶大祭司《British Steel Live 30th Anniversary》（2010年）
- 麦加帝斯《Rust In Peace Live》（2010年）
- Heaven and Hell（法语：Heaven_and_Hell_(groupe)）《Neon Nights: Live In Europe》（2010年）
- 炭疽乐队、麦加帝斯、超級殺手合唱團与金属乐队《The Big 4 Live From Sofia, Bulgaria》（2010年）
- 泰勒絲《愛的告白世界巡迴演唱會-現場》（2011年）
- 张靓颖《倾听 张靓颖》（2012年）[1][71]
- 李志《李志、电声与管弦乐》（2017年）
- 汪蘇瀧《萊芙》（2017年）
- 陳芳語《after hours》（2022年）